# 코러산트

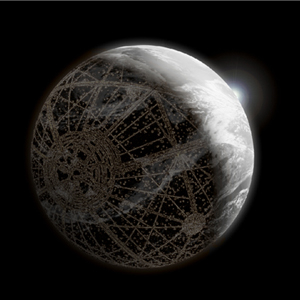

코러산트(Coruscant, 발음: kʊɹəsɑnt)는 스타워즈 세계에 등장하는 허구의 행성이다. 이 행성은 1997년에 공개된 에피소드 6: 제다이의 귀환 특별판과 티머시 잰의 스타워즈: 제국의 후예에 처음 등장했다. 코러산트는 원래 노트론(Notron)으로 불렸다. 제국의 중심, 코어의 퀸(the Queen of the Core)이라고 불리는 이 행성은 은하계 핵심부에 있다. 은하계 역사를 통틀어서 은하계에서 가장 중요한 행성으로 인식되어 왔다. 오랜 시기에 걸쳐 이 행성은 은하 공화국, 은하 제국의 수도였다. 즉, '코러산트를 지배하는 자가 은하를 지배하는 자'라는 인식이 확산되어 있었다.
코러산트가 실제로 은하계의 깊은중심(Deep Core)에 있지는 않지만 이 행성의 초공간(hyperspace) 좌표는 (0, 0, 0)이기 때문에 은하계 중심에 있다는 통념을 심어줬다. 군사적용어로 (0, 0, 0)는 흔히 트리플 제로(Triple Zero)로 불렸다. 퍼레미안(Perlemian) 무역로, 코렐리안(Corellian) 항로, 메텔로스(Metellos) 무역로, 코로스(Koros) 고속항로(Trunk Line), 여행항로 등이 코러산트를 기점으로 삼았기 때문에 이 행성은 은하계에서 가장 부유한 행성이 될 수 있었다.
수백년에 걸쳐, 코러산트는 도시로 뒤덮인 행성(ecumenopolis)으로 발전했다. 코러산트의 대도시 지역은 ‘은하도시(Galactic City)’로 불렸다. 은하 공화국 통치하에 이 행성의 이름은 공화국 도시 또는 Spire(서양 중세양식의 뾰족한모양의 성 - 지표면으로부터 수km씩 솟아있는 건축물에 착안하여)로 불렸다. 그러나 실제로 이 행성은 은하도시라는 명칭이나 의장공관(Senate District)라는 명칭으로 흔히 알려졌다. 유우잔 봉 침략하에는 유우잔타르(Yuuzhan'tar)라고 불리기도 했다.

## 행성 이름의 어원
Coruscant(코러산트)라는 단어의 기원은 ‘진동하는, 반짝이는’을 뜻하는 15세기 후반에 등장한 라틴어 동사 ‘coruscare’이다. 이후 Coruscant는 콘사이즈 옥스퍼드 영어사전에서 ‘반짝이는, 불꽃이 이는’이라는 의미를 가진 문학적 형용사로 묘사되었다. 프랑스어에서 Coruscant는 ‘너무 복잡하여 쇠퇴해가는 언어나 사회’를 의미하는 형용사로 쓰인다.

## 도시 행성의 개념
스타워즈 세계의 도시행성의 개념은 에피소드 4: 새로운 희망에서 얼데란(Alderaan)이란 행성에서 처음 등장한다. 얼데란은 이 영화 시리즈에서 많이 나타났다. 얼데란의 공간이 건물로 모두 들어차 더 이상의 건물을 건설하는 것이 거의 불가능했을 때는 데스스타(Death Star)에 의해 파괴될 운명이었다.
“파멸된 장소”라 불리는 제국의 고향은 에피소드 6: 제다이의 귀환의 초기 구상에서 등장했다. 불규칙하게 뻗은 도시가 전체 행성을 뒤덮고 있었다. 그러나, 이러한 모습의 도시를 영화에서 실현하는 것이 당시의 기술로는 불가능했기에 영화 제작자는 이 도시를 등장시키는 구상을 포기했다.
스타워즈 레전드 세계관(Star Wars Legends Universe)에서 처음 등장하는 제국의 고향은 티머시 잰의 스타워즈: 제국의 후예에서 처음으로 ‘코러산트’라 언급되었다. 코러산트가 영화에서 처음 등장한 것은 1997년에 공개된 에피소드 6: 제다이의 귀환 특별판과 X-Wing시리즈의 컴퓨터 게임이다. 이후 코러산트는 에피소드 1: 보이지 않는 위험에서 상세히 보여한다. 에피소드 2: 클론의 습격에서는 코러산트의 Uscru 유흥가 인근의 나이트클럽 근처를 떠도는 긴 스피더 행렬이 등장한다.
여러 스타워즈 소설에서 코러산트는 “제국의 중심부”로 주로 인식된다. 이 이야기들 속에서 이러한 인식은 구 공화국과 제국의 차이를 구별하기 위한 중요한 기준으로 인식되기도 한다.

## 행성의 묘사
코러산트는 중심지역(Core Worlds)에 속하는 행성이다. (0, 0, 0)의 초공간 좌표는 이 행성이 은하의 중심은 깊은중심(Deep Core)에 있지 않지만 이 행성이 곧 은하의 중심이라는 인식을 심어주었다. 은하의 중심으로서 코러산트는 은하 역사 상 가장 중요한 행성으로 인식되어 왔다. 이 행성은 수 많은 은하국가들의 수도역할을 했으며, 몇몇 세기 동안에는 제다이의 총 본산으로 인식되어 왔다. 코러산트는 은하의 정치적 중심지만이 아니라 수많은 우주항로가 거쳐가는 우주 여행의 중심지로의 중추적 기능도 담당했다.

### 지표면
행성의 내부는 용해된 암석으로 이루어진 핵과 암반질의 맨틀로 이루어져 있으며, 지표면은 실리카(Silica, 이산화규소)질의 암석으로 이루어져 있다. 극지방에는 거대한 빙원이 있어 많은 관광객들이 즐겨찾는 장소가 되었다.
거의 모든 지표면은 높이가 수 킬로미터에 달하는 마천루로 뒤덮여 있으며, 수십억에서 수조에 이르는 엄청난 인구의 삶의 터전이 되었다. 클론 전쟁 직후의 공식 기록에 따르면 1조명에 달하는 인구가 거주했다고 한다. 이 통계는 단기 체류자, 임시 노동자, 미등록 거주자와 궤도시설에 거주하는 인구는 제외한 기록이므로 '실제' 코러산트의 인구는 공식 기록의 세 배에 달한다고 볼 수 있다.
코러산트의 마천루는 산이나 한때 지표면의 대부분을 덮은 바다의 해저지형 같은 자연적 요소들을 상대적으로 위축되어 보이게 만들었다. 갤럭틱 시티는 여러 개의 층(level), 메가블록(megablock), 블록(block), 서브블록(subblock)으로 나뉘었다. 행성 자체는 수천개의 쿼드런트(quadrant)로 나뉘었고, 각각의 쿼드런트는 또다시 여러개의 존(zone)으로 나뉘었다. 거대한 마천루 하부에는 슬럼가의 일종인 '언더시티'가 존재하였는데, 온갖 범죄의 온상이었다. 이곳에는 햇빛이 전혀 비치지 않아 인공적인 빛으로 이 지역을 밝혔다. 여기저기에서 광고 홀로그램을 찾아볼 수 있었으며 무수한 외계 종족을 위한 다양한 흥밋거리를 찾을 수 있었다. 이곳의 거주자는 보통 '트와일라이터'(Twilighter)라고 불리었다.
한때 코러산트는 지표면의 대부분이 물로 덮여 있었으나, 수천년간의 인구 과밀로 인해 거의 대부분의 물이 마르거나 극소량만 땅 속에 남게 되었다. 육안으로 확인할 수 있는 유일한 수원은 인공의 웨스턴 시(Western Sea)였는데, 관광객을 위한 많은 인공섬이 떠다녔다.
수천억에 달하는 인구의 생존을 유지할 물을 확보하기 위해 많은 코러산트의 건축가와 은하계의 다른 건축가들이 합심하여 거대한 빌딩 안에 자립형 생태계를 만들게 되었다. 이같은 빌딩은 행성 전역에 건설되었다. 또한 극지방의 얼음을 녹여 얻은 물을 거대하고 복잡한 파이프 배관을 통해 행성 구석구석에 전달하였다.

### 지역 구성
코러산트는 수천개의 쿼드런트로 구성되어 있고 각각의 쿼드런트는 수 많은 존(Zone)으로 나뉘었다. 각각의 존은 공식적인 지도에서 숫자로 명명되었지만, H-46이 Sah'c Town으로 불리는 것과 같이 저마다의 별명을 갖고 있었다. 코러산트의 존들은 특별한 목적에 맞게 특화되어 구역화를 했다. 정부기능, 의회기능, 금융기능, 주거구역, 상업구역, 산업 및 제조구역으로 구분되어 있었다. 산업 및 제조 구역은 코러산트의 존 중에서 가장 큰 면적을 차지했다. 코러산트의 산업 및 제조 구역은 은하계의 주요 산업지역이며 수많은 우주선, 드로이드, 건축자재 등이 생산되었다. 하지만, 시간이 지날수록 코러산트 이외 지역의 산업지역의 경쟁력이 높아지면서 코러산트의 산업지역은 쇠퇴의 길로 접어들었다.
코러산트는 우주 범죄의 중심지였으며 이 때문에 많은 거주민들이 코러산트를 떠나기도 했다. 실제로 수많은 범죄로 인해 중심지역(Core Worlds)의 산업중심지인 코러산트의 산업구역의 경쟁력이 떨어지기도 했다. 제다이 대숙청이후로 코러산트의 쇠락은 가속화되었으며 거리를 활보하는 흉포한 드로이드들 때문에 인정이 매마른 상황이 초래되었다. 코러산트의 구역중 하나인 코코타운(CoCo Town)에는 수많은 종류의 종들이 제조업에 종사하며 생계를 유지해 갔다. 의회건물 근처의 반개방 구역인 Column Commons에는 수많은 언론사와 홀로넷(HoloNet)매체 회사가 소재해 있다.

### 환경
코러산트 궤도에 설치된 대형거울들은 태양의 빛과 열을 코러산트의 표면으로 반사한다. 이 거울들 중 일부가 클론전쟁 도중에 파괴되었지만 이로 인한 기후적 변화가 어떠했는지는 명확히 알려져 있지 않다. 한편, BBY 19년과 ABY 3년에 있었던 폭풍과 폭우가 이 거울들에서 반사된 빛의 각도가 평소와는 달라서 발생한 것이라는 연구 결과가 있다.
코러산트에서는 엄청난 양의 폐기물이 발생한다. 행성위에 존재하는 모든 것 이외에도 단순한 의류에서 생활용품, 기계제품까지 다양하며 재활용이 되는 것과 생명체에게 해를 입히는 물질에 이르기까지 매우 다양하다. 이러한 폐기물들은 먼저 다섯게의 거대한 구덩이로 모아지고 이후 코러산트의 궤도에서 소각된다. 소각되고 남은 부산물들은 코러산트의 위성으로 옮겨져 버려진다. 특별히 유해한 폐기물들은 완전한 소각을 위해서 태양근처에서 처리된다. 어떤 폐기물들은 다른 행성으로 보내지거나 소각되지 않고 반도체의 원재료로 재활용되거나 특수한 벌레에게 먹이로 주어져 유기물, 플라스틱 등으로 합성되어 재활용된다. 이 과정에서 수백만의 이산화탄소, 매탄가스 등이 발생한다. 코러산트의 또다른 고민은 수조의 인구가 매일 사용하는 광열에너지에서 상상하기 어려운 양의 이산화탄소가 발생한다는 점이다. 대기 손상을 방지하기 위해 수천개의 이산화탄소 반응기가 이산화단소를 상층 대기권으로 올려보낸다. 이 반응기는 코러산트 대기 복원 프로젝트(the Coruscant Atmospheric Reclamation Project)에서 구상된 기기이다.
코러산트 행성 내부에는 수많은 발전시설이 있다. 지표면과 가장 가까운 행성내부에는 식인종과 좀비의 일종인 Cthon과 같은 외부세계에서 배척받은 돌연변이들이 살고 있다. 코러산트 지표면서 솟아 있는 수많은 건물의 기초는 지각의 깊은 부분까지 뻗어 있다.
은하표준시각(Galactic Standard Time)은 코러산트를 기준으로 정해졌다. 코러산트의 자전주기가 2일이며, 공전주기가 1년 368일이다.

## 역사

### 은하 제국
신 체제라고도 불리는 은하 제국은 시스의 암흑 군주, 쉬브 팰퍼틴 또는 단순히 황제로 널리 알려졌던 은하 황제 다스 시디어스에 의해 설립되고 통치되었다.

### 신 공화국
대공화국 혹은 간단히 공화국이라고도 알려진 은하 공화국은 은하계 전체에 퍼져 있는 수 천개의 행성계로 구성된 민주적 연합이었다.

## 주요 장소

### 행성 방위 부대
이 행성의 방위부대는 코러산트 가드이다. 코러산트 가드의 대대장은 커맨더 폭스이다. 이캐릭터는 클론이며 언제 죽었는지는 알 수 없다. 페이즈 2 버전에서 흔히 쇼크트루퍼라고 불리는 이들은 프리퀄인에피소드3에서 펠퍼틴(다스 시디어스)을 도와 제다이 마스터 요다를 수색하고 부상당한 아나킨 스카이워커(다스 베이더)를 구조했다.

## 스타워즈 레전드(Star Wars Legends) 세계관

### 역사

#### 공화국 수립 이전
코러산트 고대 역사에 대해서는 거의 알려져 있지 않고, 그나마도 매우 단편적이다. 코러산트는 인류(Human)종족의 고향으로 여겨진다. 수천년전, 셀레스티얼(Celestial)이라 불리는 창조자들은 코러산트에 코랠인들을 거주시키기 위해서 인류를 제거한 것으로 알려져 있다.
약 BBY 20만년에, 인류종족과 유사한 타웅(Taung)족이 등장했다. 타웅족은 13개의 원시 인류로 구성된 나라들의 연합체인 Zhell연합(Battalions of Zhell)정복하기 위한 전쟁을 벌였다. 이때 한 화산이 폭발하여 이로 인해 Zhell연합이 몰살당했고, 그 화산재가 2년간 코러산트의 상공을 뒤덮었다. 그래서 타웅족은 자신들을 그림자 전사라는 뜻을 지닌 'Dha Werda Verda'라 일컬었다. 이후 인류 종족은 다시 번성하기 시작하여 타웅족을 코러산트에서 몰아내기에 이르렀다.
인류종족이 코러산트를 장악하고 수 십만년 후에, 은하계에서 가장 오래된 고대 종족인 콜루미(Columi)는 코러산트를 발견했다. 하지만 그들은 거대한 은하도시를 알아보지 못하고 무인행성으로 오인했다. 이후 코러산트의 지표면은 새로운 건물들이 들어서게 되었다. 결국 코러산트의 모든 땅은 시가지로 뒤덮이게 되었다. 코러산트의 하층부는 어둠과 범죄, 오염으로 가득차게되었다. 코러산트의 상층부는 공공기관과 상류층들이 소유하고 있는 팬트하우스가 들어섰다. 코러산트의 50레밸의 하층부에는 BBY 95,000년 이후로 햇빛이 들지 않게 되었다.
코러산트는 라카타(Rakata)의 무한제국(Infinite Empire)에 의해서 정복된 많은 행성들 중 하나였다. 무한제국은 고대의 우주정거장인 스타포지(Star Forge)를 건설하는데 인류종족을 노예로 동원했다. 무한제국의 지배아래 코러산트 식민지의 인류종족은 다른 행성으로의 이동이 제한되었다. 무한제국의 지배자인 라카타가 전염병에 의해 사망한 이후, 코러산트는 노예 혁명의 선봉이 되었으며 이를 다른 행성세계로 파급시켜 나갔다.
노예혁명이 성공하고 약 2세기 이후, 코러산트는 코렐리아, 얼데란, 뉴 플림토, 듀로를 헤르클릭 무역제국(Herglic Trade Empire)의 초공간 항로를 통해 연결하는 중심지역의 중심지로 성장했다. 이 시기는 코러산트의 자치정부가 아주어 왕국(Azure Imperium)에 근접한 지역을 평화롭게 합병해 나가던 시기였다. 이 공화국 수립 이전시기에 걸쳐 코러산트의 언어와 이들의 이웃들은 구공화국이 성립하는 토대가 되었다.

#### 구공화국(은하 공화국)
BBY 25,053년 은하헌법(Galatic Constitution)이 비준되고, 코렐리아족과 듀로족이 초공간 비행을 성공적으로 실현해내면서 코러산트는 구공화국(은하 공화국)의 수도가 되었다. 코러산트가 은하의 수도가 되고 얼마 지나지 않아 퍼레미안 무역로가 코러산트와 오수스(Ossus)를 연결하면서 제다이 기사들을 공화국으로 불러 모았다. 이 무역로가 정착된 이후 약 천년이 지나서 코렐리안 항로가 코러산트와 코렐리아(Corellia)를 연결했다. 코러산트에서 이 시기에 광선총이 발명되었으며, 유명한 은하박물관(Galatic Museum)이 BBY 12,000년경에 완공되었다.
공화국의 수도로서 코러산트의 역사는 몇몇 전쟁으로 대표된다. BBY 24,000년 '데절보와 티온 명예연합(Honorable Union of Desevro and Tio)'과 코러산트 사이에 벌어진 티온전쟁(Tionese War)에서 코러산트는 연합군의 압력탄(Pressure Bomb)으로 공격받았다. 이 전쟁 이외의 초기 전쟁으로는 알사칸 분쟁(Alsakan Conflicts), 용인간(Duinuogwuin)과의 갈등, 대 초공간 전쟁(Great Hyperspace War), 제3차 분열(Third Great Schism), 대 드로이드 혁명(Third Great Schism), 대 시스전쟁(Third Great Schism)등이 있다. 대 시스전쟁이 종전된 BBY 3,996년에 새로운 의회건물이 이전의 구식 건물을 대신하여 완공되었다.

## 같이 보기
- 에큐메노폴리스
- 스타워즈의 행성 목록